# Hadiqa Kiani
Hadiqa Kiani TI(c) (urdú, Punjabi: حدیقہ کیانی; Rawalpindi, 11 d'agost de 1974) és una cantant, lletrista, guitarrista, compositora, actriu i filantropa pakistanesa. Ha rebut nombrosos premis locals i internacionals i també ha actuat al Royal Albert Hall i al Kennedy Center. A més de l'urdú i el panjabi, també ha cantat diverses cançons en les llengües sindhi i paixtu.
El 2006, Kiani va rebre el quart premi més alt civil del Pakistan, el Tamgha-e-Imtiaz, per les seves contribucions al camp de la música. El 2010, es va convertir en la primera dona del Pakistan en ser nomenada ambaixadora de bona voluntat a les Nacions Unides, al ser escollida pel Programa de Desenvolupament de les Nacions Unides.
El 2016, Kiani va ser titulada com a "Dones més poderoses i influents del Pakistan" pel grup de notícies líder del país, Jang Group of Newspapers, com a part de la seva edició "Power" (Poder). El 2024 va ser reconeguda dins de les 100 Women de la BBC.

## Primers anys de vida i carrera
Kiani va néixer a Rawalpindi com la petita de tres germans. Té un germà gran (Irfan Kiani) i una germana (Sasha). El seu pare va morir quan ella tenia tres anys. La seva mare, la poeta Khawar Kiani, era la directora d'una escola de noies del govern. Veient la seva habilitat musical, Khawar va enrolar Kiani al Consell Nacional de les Arts del Pakistan. Va rebre educació primerenca en música del seu professor, Nargis Naheed.
Mentre estudiava a Viqar-un-Nisa Noon Girls High School, Kiani va representar el Pakistan a festivals internacionals de nens a Turquia, Jordània, Bulgària i Grècia, guanyant diverses medalles. Kiani també va formar part del programa infantil de Sohail Rana Rang Barangi Dunya, un musical setmanal a PTV.
Com a estudiant de vuitè grau, Kiani es va traslladar del seu lloc de naixement Rawalpindi a Lahore, on va continuar la seva formació clàssica a càrrec d'Ustad Faiz Ahmed Khan i Wajid Ali Nashad. Kiani es va graduar amb una llicenciatura en psicologia a la Kinnaird College for Women University i el seu màster en psicologia a la Government College University de Lahore.
A principis de la dècada de 1990, Kiani va presentar un programa musical de televisió per a nens anomenat Angan Angan Taray. En els tres any i mig que va durar, va cantat més de mil cançons per a nens mentre presentava l'espectacle al costat del compositor de música Amjad Bobby i després amb el compositor de música Khalil Ahmed. A causa de la quantitat de cançons que Kiani va cantar durant aquest programa, se li va presentar el títol d'"artista A+" en nom de PTV unint-se a persones com Noor Jehan, Naheed Akhtar i Mehnaz. Kiani també va aparèixer com a VJ per a un programa de llistes de música anomenat Video Junction a NTM.
Kiani va començar a cantar cançons com a cantant de reproducció de pel·lícules a principis dels anys 90, sobretot va ser l'exitosa pel·lícula pakistanesa anomenada Sargam, que va ser protagonitzada i composta per Adnan Sami Khan . El mateix any, va rebre diversos premis pel seu cant de reproducció, inclosos els prestigiosos Nigar Awards a la millor cantant de reproducció femenina.

## Àlbums

### 1995:Raaz
El 1995, Kiani va rebre el "Premi NTM Viewer's choice" a la millor cantant femenina del Pakistan. En el mateix programa de premis, Nusrat Fateh Ali Khan va ser guardonat com el millor cantant masculí del Pakistan.
L'any següent, Kiani va llançar el seu àlbum debut Raaz (Secret) el 1996. L'àlbum va generar una sèrie d'èxits radiofònics i va rebre crítiques positives. Alguns argumenten que la raó per la qual l'àlbum va funcionar bé va ser perquè no era habitual que les cantants femenines (amb o sense formació musical) publiquessin àlbums al Pakistan. A més, va ser la primera cantant dona a publicar un àlbum de pop després que l'antiga cantant de pop, Nazia Hassan, abandonés la seva carrera musical. La capacitat de Kiani per cantar en altres dialectes també es va presentar al país a través de l'èxit de la cançó popular caixmir "Maane Di Mauj".
La seva creixent popularitat es va destacar encara més el gener de 1997, quan Kiani es va convertir en la primera cantant asiàtica a actuar a la British National Lottery Live a BBC One (un programa amb una audiència estimada de 16,6 milions en aquell moment). Després va actuar en dos programes més amb Bally Sagoo per a la BBC i ITV abans de fer la seva primera gira per América del Nord el 1997, que va cobrir 15 estats dels Estats Units i algunes ciutats del Canadà. El mateix any Kiani va realitzar molts altres esdeveniments internacionals al Regne Unit, Austràlia i la Xina. A l'estiu de 1997, Kiani representava el Pakistan com l'única cantant pakistanesa que va actuar a "Celebration Hong Kong 97" al Happy Valley Race Course, al costat d'altres cantants internacionals com Lisa Stansfield, Wet Wet Wet, Michael Learns to Rock, All 4 One i The Brand New Heavies, un esdeveniment per celebrar la llibertat de Hong Kong del Regne Unit. Kiani és la primera cantant pakistanesa que ha actuat a Hong Kong.
A finals d'any es va convertir en la primera cantant asiàtica contractada per Pepsi Cola International. Va ser la segona artista femenina internacional del món que va fitxar, després de Gloria Estefan.

### 1998:Roshni
El 1998, Kiani va gravar el tema oficial de la Copa del Món de Cricket de 1999. La cançó patrocinada per Pepsi es titulava Intehai Shauq, escrita per la mare de Kiani, Khawar Kiani, i composta i produïda per Nizar Lalani. La cançó va ser filmada per Jami i Imran Baber i va demostrar ser un èxit instantani.
Enmig de la gravació de la Copa del Món, Kiani va llançar el seu segon àlbum, titulat Roshni. El tercer senzill de l'àlbum va ser Dupatta. El vídeo es va inspirar en la pel·lícula de ciència-ficció Matrix. La cançó figura a les vint millors cançons pop de la història del Pakistan, situada al número 15. Arran de l'èxit de "Dupatta's", Kiani va ser àmpliament acceptada com la vocalista femenina líder del país.
Aprofitant l'èxit de "Dupatta", Kiani va llançar altres dos èxits moderats, "Roshni" i "Woh Kaun Hai". El seu sisè senzill de l'àlbum, "Boohey Barian" es va convertir en un èxit encara més gran per a ella que "Dupatta". Fins ara, "Boohey Barian" és àmpliament acceptat com el millor senzill de Kiani i s'ha assenyalat com una de les cançons pakistaneses més destacades de tots els temps.
Roshni va vendre més d'un milió de còpies només al Pakistan, certificant-lo com a "Platí". L'àlbum figura a "Els 20 millors àlbums pop locals mai" del país, al número 15. Kiani és només una de les dues cantants femenines de tota la llista.
L'èxit de Kiani la va portar a ser contractada per Unilever per a l'aval de celebritats de Lipton el 2001. El 2002, Unilever va tornar a contractar-la per a Sunsilk Shampoo després dels resultats de l'enquesta nacional d'Unilever per trobar la "Dona més popular del Pakistan". Al llarg de la dècada de 2000, va fer concerts en directe als EUA, Canadà, Regne Unit, Orient Mitjà, Extrem Orient, Austràlia, Noruega, Grècia, Bulgària i Turquia.

### 2002:Rung
Kiani va llançar el seu tercer àlbum Rung el setembre de 2002. Va tornar a promocionar l'àlbum el juny de 2003, gairebé 10 mesos després d'haver llançat "Yaad Sajan" amb un nou senzill "Ranjhan" i diverses actuacions escèniques i gires per tot el país. Després va llançar altres senzills de l'àlbum durant el 2003 i el 2004. Aquests inclouen "Jogi Bun Kay Aa", "Mahi" i "Dholan". A "Jogi Bun Kay Aa", Kiani interpreta diversos papers femenins, incloent-hi una dona tradicional japonesa, una àrab i una dona tribal. Va interpretar a un vampir al seu vídeo de "Mahi", que va ser dirigit pel director Asim Raza. El vídeo va demostrar que és perjudicial jutjar persones de diferents confessions i castes, i també són dolents els estereotips. Va ser el vídeo amb més pressupost de l'any 2003. Durant aquest temps, Kiani estava enmig del seu primer divorci, però les vendes d'àlbums de Kiani van continuar augmentant durant el 2003 i el 2004. El 2004, va rebre el premi a la millor cantant pop femení per Indus Music, el primer canal de música de 24 hores del Pakistan. Asim Raza va guanyar un premi al millor vídeo per dirigir el seu vídeo aclamat per la crítica Mahi. Poc després de l'estrena de Rung, Kiani va ser esmentada a "Els 10 actes més influents de la història del pop pakistanès", en què va ocupar la novena posició. També és una de les dues cantants femenines de la llista, l'altra és Nazia Hassan. Una revista amb seu al Regne Unit va considerar a Kiani com la 22a millor productora de música del sud d'Àsia d'un total de cinquanta artistes, i també va mencionar com va elevar el nivell dels vídeos musicals al país.
Diversos anys després del llançament de Rung, la principal cantant sufí indi "Harshdeep Kaur" va versionar l'autocomposició de "Jogi Bun Kay Aa" de Kiani en un programa de televisió indi. La lletra de la cançó va ser escrita originalment per la mare de Kiani la poetessa, Khawar Kiani.

### 2007:Rough Cut
El 2007, Kiani va llançar el seu quart àlbum d'estudi, Rough Cut, una col·laboració amb Aamir Zaki. Amb el llançament de Rough Cut, Kiani es va convertir en el primer artista pakistanès de qualsevol sexe que va publicar un àlbum completament en anglès.
Abans del llançament de l'àlbum, Kiani i Zaki es van unir per crear una cançó en urdú, escrita per Zaki, titulada "Iss Baar Milo". El vídeo va ser dirigit per Jami (director) i protagonitzat per l'actor i productor Humayun Saeed al costat de Kiani. La producció de vídeo d'"Iss Baar Milo" i les actuacions d'actuació, sobretot el retrat de Kiani d'una pacient "esquizofrènica" en un hospital mental pakistanès va rebre una gran resposta. El vídeo va ser una fita important en la indústria musical pakistanesa, guanyant a Kiani i Jami el títol de "Millor vídeo" d'MTV Pakistan.
L'abril de 2007, Kiani va llançar el primer senzill oficial de l'àlbum, titulat "Living This Lie". La mateixa setmana, Kiani va ser nomenada "Hotsstepper de la setmana" per The News de Jang Group. L'article també afirmava que, en última instància, "mentre hi hagi Hadiqa, encara hi ha esperança per a les dones al món de la música patriarcal del Pakistan".
"Living This Lie" va ser nominada i va guanyar com a "Millor cançó anglesa" als "The Musik Awards" el 2007. Kiani també va ser nominada a la millor cantant femenina en el mateix programa de premis.

### 2009:Aasmaan
El juny de 2009, Kiani va canviar de segell discogràfic a Fire Records i va llançar el seu cinquè àlbum d'estudi, titulat Aasmaan. A l'àlbum, va cantar en urdu, panjabi, hindko, paixtu i persa.
El primer senzill de l'àlbum va ser "Sohnya". El vídeo oficial de "Sohnya" es va estrenar un dia abans que Kiani publicés l'àlbum. Després del llançament, la cançó i el vídeo es van mantenir a les "10 millors llistes d'Aag" durant més d'un mes, fet que va fer que Kiani rebé un Escut d'Aag10 per ser l'artista del mes.
L'àlbum en si es va mantenir com a número u a les llistes Vibes de la revista INSTEP durant tot l'any. A finals de 2009, Aasmaan va ser nomenat el millor àlbum de 2009 segons el volum de vendes, la popularitat i les descàrregues d'Internet.
Tots els senzills llançats d'Aasmaan van arribar al número u. "Sohnya" va ser el número u de les llistes AAG10 durant més d'un mes i va ser titulada la millor cançó pop del 2009 segons The Nation. "Tuk Tuk" va ser el número u a les llistes de televisió Prime. "Az Chashme Saqi" va ser el número u a les llistes de PlayTv i, a finals de 2009, va ser declarat el tercer millor vídeo musical de 2009.
Al febrer de 2010, Kiani va llançar "Janan", per a la qual va col·laborar amb el cantant paixtu relativament desconegut Irfan Khan. La cançó s'ha convertit en el major èxit de Kiani fins ara i alguns diuen que fins i tot ha superat la popularitat de "Boohey Barian". La cançó es va convertir en la primera cançó pop pakistanesa esmentada pel Los Angeles Times, on el diari va dir que "Janan" era el que tot el país escoltava. La interpretació de Kiani en llengua paixtu va ser aclamada per la crítica. Alguns paixtus fins i tot van començar a anomenar-la "Hadiqa Pathani", a Kiani se li atribueix la recuperació d'una tendència al Pakistan d'abraçar la cultura paixtu, les noies van començar a portar vestits d'estil paixtu que imitaven l'aspecte de Kiani a la catifa vermella i més cantants populars van començar a cantar la llengua local. La popularitat generalitzada de la cançó es va atribuir al fet que va trencar barreres a la música pakistanesa. Kiani és panjabi, canta una cançó paixtu i atreu no només al públic paixtu pakistanès, sinó també al públic de tot el món. "Janan" de Kiani ha estat versionat per molts cantants internacionals, més notablement pel cantant xinès Hou Wei a la gran Expo d'Àsia del Sud el 2014. La versió xinesa es va fer com un homenatge a la cultura pakistanesa que va elevar la comunitat paixtu al Pakistan mentre, molts diuen que va consolidar la cançó com un tresor nacional.

### 2017:WAJD
El 2017, Kiani es va unir amb el seu germà per llançar l'àlbum visual titulat "Wajd". L'àlbum format per cinc interpretacions de cançons populars va ser aclamat per la crítica i va portar a Kiani a rebre el seu primer premi "Àlbum de l'any" dels Lux Style Awards 2018.
El distintiu vestuari de Kiani durant l'època d'aquest àlbum va ser destacat per la premsa i la va portar a guanyar "Most Stylish Singer" (cantant amb més estil) als Hum Style Awards 2018. El seu estil la va portar a ser la musa de marques de carrer com Generation i Bonanza i de modistes com Ali Xeeshan.

### 2022:VASL
El 2022, Kiani va llançar el seu àlbum titulat VASL. L'àlbum reproduïa cançons del primer àlbum d'estudi de Kiani titulat Raaz. L'àlbum va veure tres senzills, cadascun rebent elogis de la crítica. L'àlbum va rebre reconeixement internacional quan el gegant global de streaming Spotify va reconèixer l'àlbum com a part de la seva plataforma Equal, presentant a Kiani la seva pròpia aparició en una cartellera de Times Square a la ciutat de Nova York.

## Cantant de playback i aportacions musicals
El 1995, Kiani va signar per una sèrie de pel·lícules pakistaneses com a cantant de playback, sobretot a la pel·lícula d'Adnan Sami Khan Sargam (1995). Sargam va guanyar diversos premis per a Kiani, inclòs el de "Millor cantant de reproducció femenina" als prestigiosos premis Nigar. Des de Sargam, però, Kiani ha estat majoritàriament absent del cant de playback al Pakistan. L'excepció va arribar el 2011 quan es va convertir en una de les principals cantants de playback de la pel·lícula Bol de Shoaib Mansoor. La pel·lícula va incloure quatre de les cançons de Kiani, dues de les quals eren col·laboracions amb Atif Aslam. La banda sonora de la pel·lícula va rebre crítiques positives i va rebre quatre nominacions als Lux Style Awards per a Kiani i Aslam.
El 2006, Kiani va aparèixer al single principal de l'àlbum "Loyal To The Game" del productor britànic Khiza, "Mehr Ma". La cançó va tenir un èxit instantani al Pakistan, i va ser vista com un gran retorn a la música pop per a Kiani després de les seves balades a Rung. Al vídeo, Kiani es veu amb diferents pentinats i vestits. Les crítiques de la cançó van ser favorables. Kiani també va interpretar la cançó als Lux Style Awards 2006.
Al llarg dels anys, Kiani ha proporcionat la veu per a una llista selecta de drames de televisió com l'aclamada cançó del títol de la sèrie dramàtica de 2011 Zindagi Gulzar Hai amb Ali Zafar i el 2006 "Aas Pass" amb Atif Aslam.
Al maig de 2012, Kiani va aparèixer a la cinquena temporada de Coke Studio de Rohail Hyatt.
El 2016, Kiani va prestar la seva veu al personatge de Meeran, interpretat per Urwa Hocane, al drama de Hum TV "Udaari". La cançó principal del drama va ser cantada per Kiani, amb Farhan Saeed i la producció de Sahir Ali Bagga. La cançó principal va encapçalar les llistes de música mentre que el drama va ser aclamat per la crítica i va ser un èxit instantani per als espectadors. El drama va ser el primer per a la televisió pakistanesa, abordant els problemes tabú dels abusos sexuals i els drets de les dones al país conservador. Es va enfrontar a un avís de l'autoritat reguladora PEMRA, per la representació d'escenes "poc ètiques".
El 2018, Kiani es va unir al repartiment de 3 Bahadur: Rise of the Warriors per a la cançó del títol. La pel·lícula d'animació va ser produïda i dirigida per la primera guanyadora de l'Oscar del Pakistan Sharmeen Obaid-Chinoy.

## Filmografia

### Pel·lícules
| Any  | Títol | Rol          | Notes                                                        |
| ---- | ----- | ------------ | ------------------------------------------------------------ |
| 2011 | Bol   | Ella mateixa | Aparició especial a la cançó "Hona Tha Pyaar" amb Atif Aslam |

### Televisió
| Any       | Títol           | Rol                       | Notes                  |
| --------- | --------------- | ------------------------- | ---------------------- |
| 2012      | Sur Kshetra     | Membre del jurat          | Convidada              |
| 2013–2014 | Pakistan Idol   | Jutge                     |                        |
| 2016      | Udaari          | com a jutge de competició | Aparició especial      |
| 2019-20   | Aap Kay Sitaray | Presentadora              | Programa d'entrevistes |
| 2021      | Raqeeb Se       | Sakina                    | Paper principal        |
| 2021–22   | Dobaara         | Mehrunnisa                | Paper principal        |
| 2022      | Pinjra          | Khadija                   | Paper principal        |
| 2023      | Hadsa           | Taskeen                   | Paper principal        |

## Filantropia i causes socials
El març de 2007, Kiani va ser un dels molts artistes que apareixien en una cançó molt popular anomenada "Yeh Hum Naheen". En aquesta cançó, diversos artistes pakistanesos es van unir per enviar un missatge que l'estereotip dels pakistanesos no és correcte i que s'oposen al terrorisme. La cançó també transmet un sentiment antiterrorista al vídeo musical i donava suport a la campanya antiterrorista Yeh hum naheen, amb la qual Kiani està molt implicada. Altres artistes de la cançó inclouen Ali Zafar, Shafqat Amanat Ali i el duo Strings. La cançó va ser reproduïda per xarxes internacionals com Fox News i BBC i va acumular un nombre important de descàrregues.
L'agost de 2010, Kiani i els seus germans van treballar amb pakistanesos locals juntament amb l'exèrcit del Pakistan per proporcionar roba, aigua, menjar i estructura a les víctimes de les inundacions al Pakistan després de les devastadores inundacions del Pakistan de 2010. Kiani també va aparèixer a la telemarató "Pukaar" de Geo TV amb l'estrella del pop Ali Zafar per demanar donacions. En col·laboració amb l'exèrcit del Pakistan, Kiani va fer visites al camp de socors Multan, Basti Kalraywala, Muzaffarabad i altres zones afectades per les inundacions, distribuint personalment mercaderies als afectats.
El 8 de novembre de 2010, Kiani va ser nomenada ambaixadora de bona voluntat del Programa de Desenvolupament de les Nacions Unides després de ser reconeguda pels seus esforços filantròpics individuals. Després de ser nomenada, Kiani va continuar construint habitatges a Nowshera, Khyber Pakhtunkhwa per a les víctimes de les inundacions fins que va completar més de 250 cases. Nowshera va ser una de les zones més afectades per inundacions del país.
A principis de 2015, Kiani va ser escollida per ser una de les Mentores Miracle de Pond's com a iniciativa per destacar i donar suport a les dones fortes de la societat patriarcal pakistanesa al costat de nou dones de renom i influents. Més tard aquell mateix mes, Kiani es va aixecar de nou per expressar les seves opinions sobre les dones al lideratge a la Women Leadership Summit de 2015 amb l'aleshores dona de l'antic jugador de cricket Imran Khan, Reham Khan i diverses altres dones que havien aconseguit èxits en els seus respectius camps, com ara Muniba Mazari i Nadia Jamil. La cimera va reunir veus internacionals i locals com un acte per il·luminar la qüestió de la discriminació de gènere en el lloc de treball.
Kiani treballa regularment amb la Fundació Edhi i ha participat amb moltes altres organitzacions benèfiques, com ara Muslim Hands, Aldees Infantils SOS i UNICEF. També ha fet campanya i ha estat l'ambaixadora del centre de recerca hospitalari de càncer i Memorial Shaukat Khanum, Oxfam International, i des de 2010 Nacions Unites.
Després de prendre una posició amb el projecte guardonat,, Udaari que va posar de relleu la qüestió social de l'abús sexual contra els nens a la comunitat pakistanesa el 2016, Kiani va prendre una postura contra el problema de nou el 2017. Kiani va cridar l'atenció quan va criticar l'actor Yasir Hussain als 5ens premis Hum TV Award per fer broma sobre l'abús de menors. En una declaració a les xarxes socials, Kiani va declarar que els comentaris fets per Hussain eren "repugnant", alhora que pren una postura contra la indústria de l'entreteniment per donar suport a l'actor.
El juliol de 2017, Kiani es va unir amb Nestlé per introduir iniciatives socialment responsables al Pakistan pel que fa al desenvolupament de la primera infància.
L'agost de 2022, Kiani va llançar el seu projecte titulat Vaseela-e-Raah per ajudar les víctimes de les inundacions al Pakistan de 2022 a Balutxistan i al Sud del Punjab. Kiani va dirigir els seus esforços humanitaris a través de la campanya de socors per inundacions i va proporcionar menjar, tendes de campanya i subministraments mèdics, inclosos verins antiserps a les zones afectades per les inundacions. Les xarxes socials de la campanya van actualitzar la llista d'articles necessaris per als esforços de socors contra les inundacions, incloses tendes impermeables, charpai (llits) i mosquiteres, ja que mig milió de persones al Pakistan no tenien llar per l'impacte de les inundacions. Segons Gulf News, Kiani va enviar desenes de camions amb subministraments a les regions afectades, subministraments que van ser recollits i empaquetats per Hadiqa i el seu equip amb seu a Lahore. Kiani va continuar visitant les regions afectades a les províncies de Balutxistan i Punjab proporcionant confort i alleujament a les víctimes del desastre climàtic. "Estic fent això com a ciutadà pakistanès, no com a polític, ni per vots ni per qualsevol altra cosa. Aquest és el meu deure cívic, aquest és el vostre deure cívic. Feu el vostre paper", va subratllar.
L'1 de març de 2023, Kiani havia acabat la construcció de 100 habitatges, un centre de maternitat, una escola primària i una botiga de queviures a Tamboo Tehsil, districte de Naseerabad, Balutxistan.
El 28 de setembre de 2023, Kiani va compartir a través de les xarxes socials que havia acabat la construcció de 370 habitatges, 2 mesquites, 1 centre de maternitat i 1 botiga de queviures als districtes de Tamboo i Kundi de les regions inundades de Naseerabad, Balutxistan. Superant l'objectiu original de Kiani de 200 llars. En la mateixa publicació, Kiani va anunciar que tots els fons de la campanya es van utilitzar amb transparència i que la campanya ja no acceptava cap donació. A partir del setembre de 2023, Kiani defensa les plantes d'aigua neta i els panells solars per a una recuperació sostenible a la regió.

## Reconeixement i llegat

El maig de 2022, Kiani va ser homenatjada amb una cartellera a Times Square a la ciutat de Nova York per les seves contribucions a la música pakistanesa després del seu àlbum VASL.

El març de 2006, el govern del Pakistan va lliurar a Kiani el Tamgha-e-Imtiaz, un dels premis civils més alts del país, en reconeixement dels seus serveis en l'àmbit de la música i per donar una llum encoratjadora al país per més d'una dècada. El premi es va anunciar el 14 d'agost de 2005, però la cerimònia es va fer el 23 de març de l'any següent. El 2015, Kiani va ser declarada com una de les "Dones més poderoses i influents del Pakistan" de tots els temps per The News International sota el paraigua del grup Jang.
El 15 d'agost de 2015, el Daily Times va situar Kiani en el número 15 de la seva llista de 30 noms de pakistanesos famosos que han aportat molt d'orgull al seu país, altres noms de la llista titulada "Pride of Pakistan" (Orgull del Pakistan) inclouen la guanyadora de l'Oscar Sharmeen Obaid-Chinoy, Malala Yousafzai, i l'heroi nacional Abdul Sattar Edhi.
El desembre de 2021, Kiani va ser catalogada com una de les millors celebritats asiàtiques mundials per Eastern Eye, una publicació del Regne Unit. Kiani es va unir a la llista a Riz Ahmed, Mindy Kaling i Atif Aslam.
El desembre de 2024, Hadiqa Kiani va ser inclosa a la llista de les 100 dones de la BBC. La llista reconeixia 100 dones que la BBC considera "inspiradores i influents" d'arreu del món. Kiani va ser inclosa per les seves contribucions a la música pop i la seva dedicació als esforços filantròpics durant les inundacions del 2022.

## Vida personal
Kiani era l'única cuidadora de la seva mare, Khawar Kiani, que estava paralitzada des del 2006 i va morir el 14 d'octubre de 2022. Després de la mort de Khawar, es va informar que la indústria de l'entreteniment i el país van plorar la seva pèrdua, ja que era l'escriptora de les "cançons més grans de la història de la música pakistanesa", inclosa "Boohey Barian" de Kiani i la col·laboració de Kiani & Atif Aslam per a Hum TV titulada "Aas Pass".
Kiani va adoptar el seu fill, Naad-e-Ali, el 2005 de la Fundació Edhi després del terratrèmol del 2005. Més tard, es va casar amb un empresari afganès amb seu al Regne Unit, Syed Fareed Sarwary. El 2008, es va divorciar de Sarwary.

## Discografia
- Raaz - 1995
- Roshni - 1998
- Rung - 2002
- Rough Cut - 2007
- Aasmaan - 2009
- Wajd[114] – 2017
- Vasl[115] – 2022

## Premis i nominacions
| Any                                                 | Categoria                                            | Notes                                                                        | Resultat   |
| --------------------------------------------------- | ---------------------------------------------------- | ---------------------------------------------------------------------------- | ---------- |
| Nigar Awards                                        |                                                      |                                                                              |            |
| 1995                                                | Millor cantant de Playback                           | Sargam                                                                       | Guanyador  |
| Waheed Murad Award                                  |                                                      |                                                                              |            |
| 1995                                                | Millor talent nou                                    | –                                                                            | Guanyador  |
| 1995                                                | Millor cantant (Femenina) T.V.                       | –                                                                            | Guanyador  |
| NTM Awards                                          |                                                      |                                                                              |            |
| 1995                                                | Millor cantant femenina per elecció dels espectadors | Nusrat Fateh Ali Khan premiat "Millor cantant masculí" al mateix espectacle. | Guanyador  |
| Pakistan Music Industry Awards                      |                                                      |                                                                              |            |
| 1996                                                | Millor cantant femenina                              | –                                                                            | Guanyador  |
| 1996                                                | Àlbum més venut                                      | "Raaz"                                                                       | Guanyador  |
| PTV Awards                                          |                                                      |                                                                              |            |
| 2000                                                | Millor cantant femenina                              | –                                                                            | Guanyador  |
| 2010                                                | –                                                    | Honorada per les contribucions a PTV i a la música pakistanesa               | Honorada   |
| Indus Music Awards                                  |                                                      |                                                                              |            |
| 2004                                                | Millor cantant femenina                              | –                                                                            | Guanyador  |
| 2005                                                | Millor cantant femenina                              | –                                                                            | Guanyador  |
| Women's Excellence Awards                           |                                                      |                                                                              |            |
| 2005                                                | Excel·lència en música Pop & Light Music             | –                                                                            | Guanyador  |
| Government of Pakistan                              |                                                      |                                                                              |            |
| 2006                                                | Tamgha-e-Imtiaz (Medalla de distinció)               | –                                                                            | Reconeguda |
| The Musik Awards                                    |                                                      |                                                                              |            |
| 2008                                                | Millor cançó en anglès                               | "Living This Lie" feat. Amir Zaki                                            | Guanyador  |
| 2008                                                | La dona més buscada                                  | –                                                                            | Guanyador  |
| Aag TV                                              |                                                      |                                                                              |            |
| 2009                                                | Artista del mes                                      | –                                                                            | Guanyador  |
| Pakistan Style Awards                               |                                                      |                                                                              |            |
| 2010                                                | Cantant femenina més elegant                         | –                                                                            | Guanyador  |
| MTV Pakistan Awards                                 |                                                      |                                                                              |            |
| 2009                                                | Millor vídeo                                         | "Iss Baar Milo" (premiat al director, Jami)                                  | Guanyador  |
| 2012                                                | Millor actuació musical                              | –                                                                            | Nominat    |
| 2012                                                | Cançó de l'any                                       | "Dil Janiya" de "Bol" de Shoaib Mansoor                                      | Nominat    |
| TV ONE                                              |                                                      |                                                                              |            |
| 2009                                                | Millor cantant femenina                              | –                                                                            | Guanyador  |
| Brit Asia Music Awards                              |                                                      |                                                                              |            |
| 2010                                                | Millor actuació femenina                             | –                                                                            | Nominat    |
| 2010                                                | Millor actuació international                        | –                                                                            | Nominat    |
| Indus Style Awards                                  |                                                      |                                                                              |            |
| 2010                                                | Cantant més innovador                                | –                                                                            | Guanyador  |
| 2010                                                | La cantant pop femenina més elegant                  | –                                                                            | Guanyador  |
| Lux Style Awards                                    |                                                      |                                                                              |            |
| 2002                                                | Millor actuació en viu                               | N/A                                                                          | Nominat    |
| 2012                                                | Cançó de l'any                                       | "Hona Tha Pyar" feat. Atif Aslam                                             | Nominat    |
| 2012                                                | Millor banda sonora original                         | Banda sonora de "Bol"                                                        | Nominat    |
| 2017                                                | Millor banda sonora original                         | Udaari (Hum TV)                                                              | Nominat    |
| 2018                                                | Àlbum de l'any                                       | "WAJD"                                                                       | Guanyador  |
| 2022                                                | Millor talent emergent: elecció de la crítica        | Raqeeb Se                                                                    | Guanyador  |
| 2022                                                | Millor actriu de televisió - Elecció de la crítica   | Raqeeb Se                                                                    | Guanyador  |
| 2023                                                | Millor actriu de televisió - Elecció de la crítica   | Dobara (TV Series)                                                           | Nominat    |
| Big Apple Music Awards                              |                                                      |                                                                              |            |
| 2014                                                | Millor cantant femenina del Pakistan                 | –                                                                            | Guanyador  |
| 2015                                                | Millor cantant femenina del Pakistan                 | –                                                                            | Guanyador  |
| 2015                                                | Cantant femenina més popular (internacional)         | Primer cantant pakistanesa nominada en aquesta categoria.                    | Nominat    |
| 2016                                                | Millor cantant femenina del Pakistan                 |                                                                              | Guanyador  |
| Pakistan Media Awards                               |                                                      |                                                                              |            |
| 2010                                                | Millor cantant femenina                              | –                                                                            | Nominat    |
| 2014                                                | Millor banda sonora original de drama                | "Zindagi Gulzar Hai"                                                         | Nominat    |
| HUM Awards                                          |                                                      |                                                                              |            |
| 2013                                                | Millor artista solista                               |                                                                              | Nominat    |
| 2014                                                | Millor banda sonora original                         | "Zindagi Gulzar Hai"                                                         | Guanyador  |
| 2017                                                | Millor banda sonora original                         | Sajna ve Sajna – Udaari                                                      | Nominat    |
| 2022                                                | Millor nova sensació (dona)                          | Raqeeb Se                                                                    | Guanyador  |
| International Dynamic Women's Day Award             |                                                      |                                                                              |            |
| 2015                                                | The Dynamic Award (Premi dinàmic)                    | –                                                                            | Guanyador  |
| Daily Times Pakistan                                |                                                      |                                                                              |            |
| 2015                                                | Pride of Pakistan (Orgull del Pakistan)              | –                                                                            | Guanyador  |
| Hum Style Awards                                    |                                                      |                                                                              |            |
| 2018                                                | Intèrpret més elegant - Dona                         | –                                                                            | Guanyador  |
| IDEAS Pakistan                                      |                                                      |                                                                              |            |
| 2018                                                | Cantant Icona de l'any                               | –                                                                            | Guanyador  |
| International Shaan-e-Pakistan Music Awards (SEPMA) |                                                      |                                                                              |            |
| 2020                                                | Millor TVC                                           | –                                                                            | Guanyador  |
| Hello! Pakistan Annual Awards                       |                                                      |                                                                              |            |
| 2021                                                | Premi al debutant en interpretació (dona)            | Premiada pel paper de Sakina a Raqeeb Se                                     | Guanyador  |
| Eastern Eye                                         |                                                      |                                                                              |            |
| 2021                                                | Les 50 millors celebritats asiàtiques del món        | Situada número 30.                                                           | Reconeguda |
| 2022                                                | Les 50 millors celebritats asiàtiques del món        | Situada número 40.                                                           | Reconeguda |
| 2023                                                | Les 50 millors celebritats asiàtiques del món        | Situada número 38.                                                           | Reconeguda |
| Fuchsia Awards                                      |                                                      |                                                                              |            |
| 2021                                                | Millor debut (femení)                                | Awarded for her performance in Hum TV's Raqeeb Se as Sakina.                 | Guanyador  |
| Government College University                       |                                                      |                                                                              |            |
| 2022                                                | Premi a l'èxit de tota la vida                       | Reconegut per les seves contribucions a la música i la filantropia.          | Reconeguda |
| People's Choice Awards 2023                         |                                                      |                                                                              |            |
| 2023                                                | Millor cantant femenina                              | Per la cançó Jani Door Gaye                                                  | Guanyador  |